# Ефедра
Ефе́дра, також ставчак (Ephedra) — рід кущів класу гнетоподібних, єдиний рід своєї родини. Ці рослини зустрічаються в районах з сухим кліматом на більшій частині північної півкулі, включаючи Південну Європу, Північну Африку, південно-західну та центральну Азію, південно-західну Північну Америку, та, у південній півкулі, Південну Америку на південь до Патагонії.
В Україні росте один вид роду ефедра — Ephedra distachya L..
Рослини цього роду, перш за все Ephedra sinica, проте також і деякі інші, широко використовуються в традиційній медицині багатьох народів, наприклад для лікування астми, сінної лихоманки та застуди. Медичний ефект рослини переважно викликається високим вмістом алкалоїдів: ефедрину і псевдоефедрину.
Родина ефедрових, крім єдиного сучасного роду, містить низку описаних викопних родів.

## Види
1. Ephedra alata
2. Ephedra altissima
3. Ephedra americana
4. Ephedra antisyphilitica
5. Ephedra aphylla
6. Ephedra aspera
7. Ephedra aurantiaca
8. Ephedra aurea
9. Ephedra boelckei
10. Ephedra botschantzevii
11. Ephedra breana
12. Ephedra brevifoliata
13. Ephedra californica
14. Ephedra chengiae
15. Ephedra chilensis
16. Ephedra ciliata
17. Ephedra compacta
18. Ephedra coryi
19. Ephedra cutleri
20. Ephedra dahurica
21. Ephedra dawuensis
22. Ephedra distachya
23. Ephedra equisetina
24. Ephedra fasciculata
25. Ephedra fedtschenkoae
26. Ephedra foeminea
27. Ephedra foliata
28. Ephedra fragilis
29. Ephedra frustillata
30. Ephedra funerea
31. Ephedra gerardiana
32. Ephedra gracilis
33. Ephedra holoptera
34. Ephedra intermedia
35. Ephedra kardangensis
36. Ephedra khurikensis
37. Ephedra laristanica
38. Ephedra likiangensis
39. Ephedra lomatolepis
40. Ephedra major
41. Ephedra milleri
42. Ephedra minuta
43. Ephedra monosperma
44. Ephedra multiflora
45. Ephedra nevadensis
46. Ephedra ochreata
47. Ephedra oxyphylla
48. Ephedra pachyclada
49. Ephedra pedunculata
50. Ephedra pentandra
51. Ephedra procera
52. Ephedra przewalskii
53. Ephedra pseudodistachya
54. Ephedra regeliana
55. Ephedra rhytidosperma
56. Ephedra rituensis
57. Ephedra rupestris
58. Ephedra sarcocarpa
59. Ephedra saxatilis
60. Ephedra sinica
61. Ephedra somalensis
62. Ephedra strobilacea
63. Ephedra tilhoana
64. Ephedra torreyana
65. Ephedra transitoria
66. Ephedra triandra
67. Ephedra trifurca
68. Ephedra trifurcata
69. Ephedra tweediana
70. Ephedra viridis
71. Ephedra vvedenskyi
72. Ephedra yangthangensis